# Oenopota fidicula
Oenopota fidicula är en snäckart som först beskrevs av Gould 1849.  Oenopota fidicula ingår i släktet Oenopota och familjen kägelsnäckor. Inga underarter finns listade i Catalogue of Life.